# Baby mades
Baby mades er en fransk stumfilm fra 1895 af Louis Lumière.

## Medvirkende
- Andrée Lumière
- Auguste Lumière
- Marguerite Lumière